# Cassandra Kell
Cassandra Kell (20 de janeiro de 1980) é uma ex-futebolista profissional australiana que atuava como goleira.

## Carreira
Cassandra Kell representou a Seleção Australiana de Futebol Feminino, nas Olimpíadas de 2004. 